# Ɨ̌
Cette page contient des caractères spéciaux ou non latins. S’ils s’affichent mal (▯, ?, etc.), consultez la page d’aide Unicode.
Ɨ̌ (minuscule : ɨ̌), appelé I barré caron ou I barré antiflexe, est un graphème utilisé dans l’écriture du bangolan, du four, du kenyang, du koonzime, du kwanja, du metaʼ, du mfumte, et du pinyin. Il s’agit de la lettre Ɨ diacritée d'un caron.

## Utilisation

### Langues à tons
Dans plusieurs langues tonales le ‹ ɨ̌ › représente le même son que le ‹ ɨ › et le caron indique un ton complexe montant.

## Représentations informatiques
Le I barré caron peut être représenté avec les caractères Unicode suivants :
- décomposé (latin étendu B, alphabet phonétique international, diacritiques)[1],[2],[3] :

| formes    | représentations | chaînes de caractères | points de code | descriptions                                      |
| --------- | --------------- | --------------------- | -------------- | ------------------------------------------------- |
| capitale  | Ɨ̌               | Ɨ◌̌                    | U+0197 U+030C  | lettre majuscule latine i barré diacritique caron |
| minuscule | ɨ̌               | ɨ◌̌                    | U+0268 U+030C  | lettre minuscule latine i barré diacritique caron |